# Enalcyonium pusillum
Enalcyonium pusillum is een eenoogkreeftjessoort uit de familie van de Lamippidae. De wetenschappelijke naam van de soort is voor het eerst geldig gepubliceerd in 1908 door Zulueta.